# ICO F2
O ICO F2 foi um satélite de comunicação que foi construído pela Hughes/Boeing, ele esteve localizado na órbita terrestre média e foi operado pela New ICO, antiga ICO Global Communications. Sua expectativa de vida útil era de 12 anos. O satélite foi baseado na plataforma HS-601MEO/BSS-601MEO.

## Lançamento
O satélite foi lançado com sucesso ao espaço no dia 19 de junho de 2001, por meio de um veiculo Atlas-2AS lançado a partir da Estação da Força Aérea de Cabo Canaveral, na Flórida, EUA. Ele tinha uma massa de lançamento de 2 750 kg.